# Take a Ride
Take a Ride" er en sang af den danske springrytter Tina Lund, der blev udgivet den 5. oktober 2009. Sangen er ifølge Tina Lund en hyldest til hestepiger.

## Trackliste
- CD promo[2]

1. "Take a Ride" (Radio Edit) – 2:57
2. "Take a Ride" (Extended Version) – 4:02
3. "Take a Ride" (Extended Instrumental) – 4:02

- Digital download[3]

1. "Take a Ride" (Radio Edit) – 2:57
2. "Take a Ride" (Extended Version) – 4:02